# ترسیتس

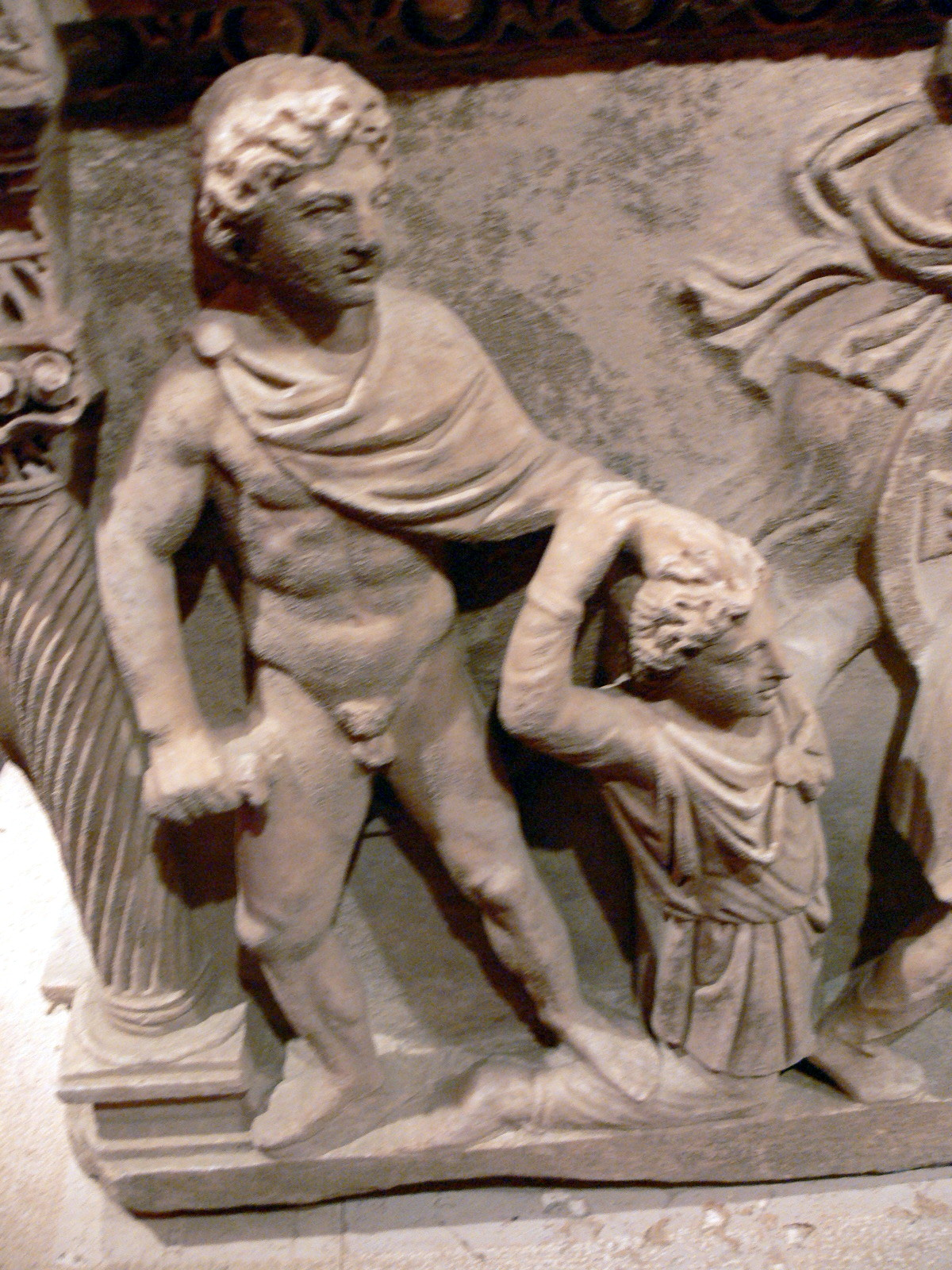
نگاره‌ای از مجسمه ترسیتس موزه باستان‌شناسی آنتالیا تابوت رومی باستان اورلیا بوتانیا دمتریا (قرن دوم پس از میلاد): آشیل به ترزیت‌ها ضربه می‌زند به سال ۲۰۱۰

تِرسیتِس Thersites (به یونانی: Θερσίτης)، در اسطوره‌شناسی یونانی سربازی یونانی در جنگ تروا بود.
مردی زشت‌رو و کچل بود که پایش می‌لنگید و زبانی تلخ داشت. آشیل را به خاطر عشق ورزیدن به جسد ملکهٔ آمازون‌ها که خود آخیلس کشته بود، مسخره کرد و آخیلس او را کشت.
مورخ سوییسی قرن نوزدهمی، یاکوب بورکهارت، می‌گوید: «یونانیان نه تنها به شدت تحت تأثیر زیبایی قرار داشتند، بلکه عموماً و صادقانه عقیدهٔ خود نسبت به ارزش آن را ابراز می‌کردند». جایی در کتاب ایلیادِ هومر، یک فرد عامی جنجال‌برانگیز به نام ترسیتس مرجعیت آگاممنون را زیر سؤال می‌برد و بلافاصله توسط اودیسئوس، که نفرتش نسبت به انسان‌های نوکیسه بسیار سرسخت است، با او برخورد می‌شود: «از میان تمامی کسانی که تحت حکومت ایلیون درآمده‌اند، تو بدترین هستی». گفته می‌شود توصیف خود هومر از ترسیتس در واقع «زشت‌ترین» بوده است که با «بدترین» جایگزین شده است:
او زشت‌ترین مردی بود که تحت حکومت ایلیون درآمد. او پاچنبری بود و یک پایش لنگ می‌زد، با شانه‌هایی خمیده که به سینه‌اش نزدیک می‌کرد و بر فراز آن جمجمه‌اش با اندک مویی روی آن قرار داشت.
معادل قرار دادن دو واژهٔ «زشت‌ترین» و «بدترین» طرز فکر شخصی هومر نیست. واژهٔ یونانی برای «زیبا» کالوس۲ است که به معنای «نجیب» نیز هست، در حالی که معادل یونانی واژهٔ «زشت»، ایسکروس۳ است، به معنای «شرم‌آور». دوباره از بورکهارت نقل قول می‌کنیم که در یونان باستان، «ارتباط میان زیبایی و نجابتِ روحی جزو قاطع‌ترین باورها بود».